# Štabni poročnik bojne ladje (Bundesmarine)
Štabni poročnik bojne ladje (izvirno nemško Stabskapitänleutnant; okrajšava: StKptLt; kratica: SKL) je častniški čin v Bundesmarine (v sklopu Bundeswehra). Čin je enakovreden činu majorja (Heer in Luftwaffe) in specialističnima činoma višjega štabnega zdravnika (vojaška medicina) ter višjega štabnega lekarnarja (vojaška farmacija). Čin je bil ustanovljen z reformo činovnega sistema leta 1962 in je namenjen le strokovnim častnikom (izvirno nemško Offizier des militärfachlichen Dienstes); to je tudi najvišji čin, ki ga lahko doseže strokovni častnik.
Nadrejen je činu poročnika bojne ladje in podrejen činu kapitana korvete. V sklopu Natovega STANAG 2116 spada v razred OF-2, medtem ko v zveznem plačilnem sistemu sodi v razred A13.

## Oznaka čina
Oznaka čina, ki je sestavljena iz dveh debelejših zlatih črt, dveh vmesnih ožjih zlatih črt in ene zlate zvezde, je v dveh oblikah: narokavna oznaka (na spodnjem delu rokava) in naramenska (epoletna) oznaka.
Galerija
- Narokavna oznaka
- Naramenska (epoletna) oznaka